# Welwítsquia
La welwítsquia (Welwitschia mirabilis) és una espècie de gimnosperma de la divisió Gnetophyta, família Welwitschiaceae, la única del gènere monotípic Welwitschia. També és l'única representant vivent de la seva família. Rep el seu nom pel metge i botànic austríac Friedrich Welwitsch, que la va descobrir el 1859. La welwítsquia només es troba al desert de Namíbia, entre Namíbia i Angola.
Aquesta espècie es considera un fòssil vivent. fet que es fonamenta en les seves característiques, comunes amb les plantes primitives; es calcula que l'espècie existia fa 220 milions d'anys. Malgrat tot, no s'han trobat fòssils d'aquesta planta que acaben de confirmar-ho del tot.

## Biologia
La welwítsquia creix des d'un tronc llenyós curt i gruixut amb només dues fulles (rarament tres) que creixen contínuament des de la base, i una llarga arrel. Després de la germinació els cotilèdons creixen de 25 a 35 mm d'amplada i els segueixen les dues fulles permanents que creixen al llarg de tota la vida de la planta fins a fer de 2 a 4 m de longitud.
Aquesta planta és dioica, per tant els sexes masculí i femení es troben en plantes separades. La pol·linització, la fan els insectes, atrets pel nèctar que fan els estròbils masculins i femenins.
És difícil determinar l'edat d'aquestes plantes, però sembla que poden arribar a tenir fins a 2.000 anys.
Sembla que la planta aprofita la rosada, que és molt freqüent al desert de Namíbia.
Possiblement la welwítsquia fa servir el metabolisme de les plantes crasses en la fotosíntesi, i en aquest cas és l'única gimnosperma que ho fa, però les dades són contradictòries.

## Heràldica
La planta figura en l'escut nacional de Namíbia.

## Galeria

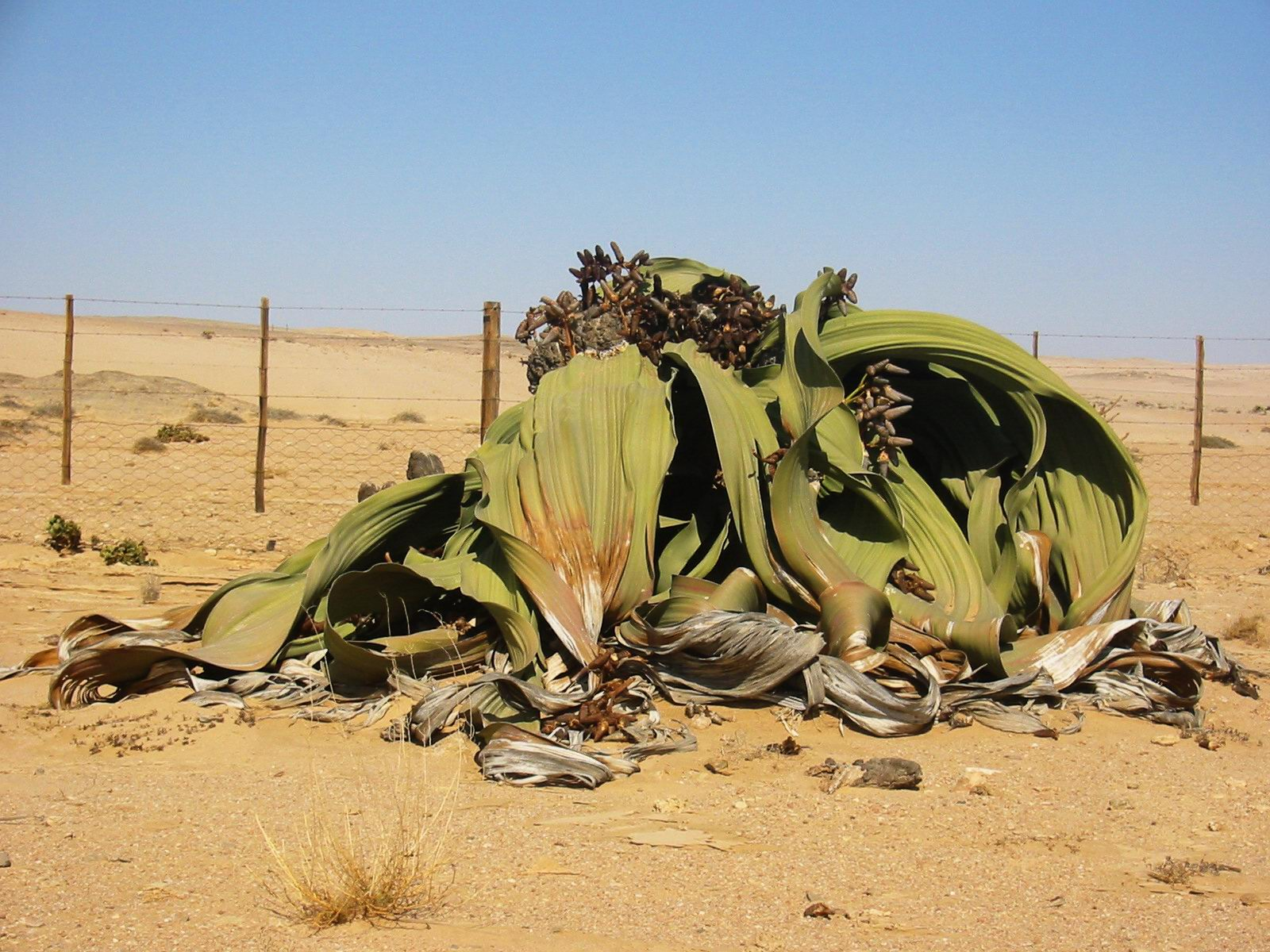
La welwítsquia més gran; fa 1,4 m d'alt i uns 4 m de diàmetre
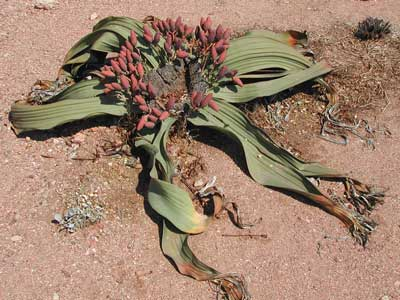
Planta femella
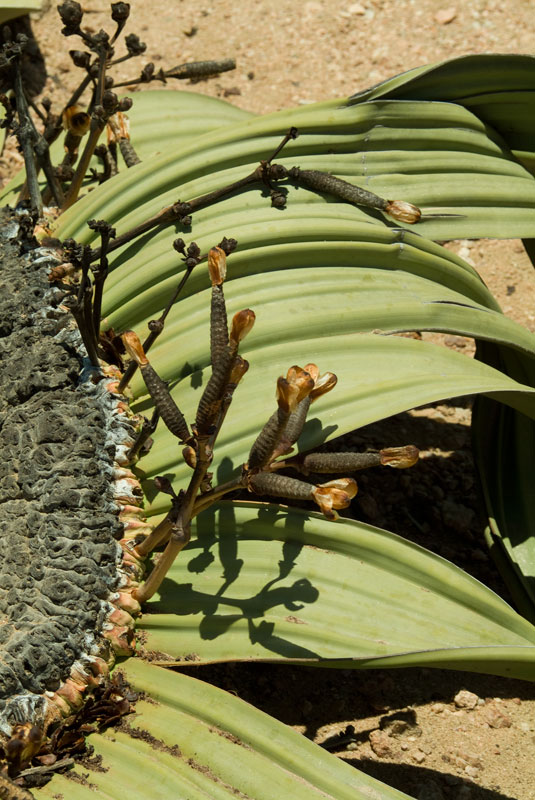
Planta mascle amb estròbils
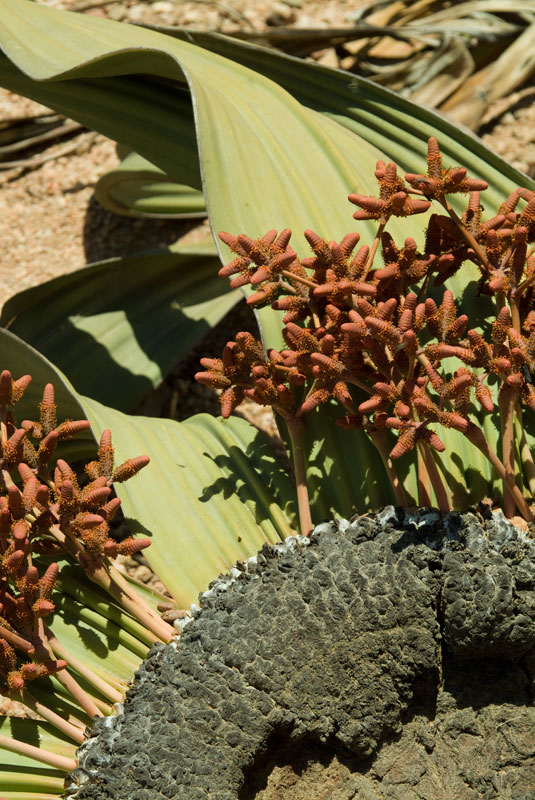
Planta femella amb estròbils